# Обиекву, Кингсли
Кингсли Обиекву (род. 12 ноября 1974 года в Игбузо, Дельта) — бывший нигерийский футболист, игравший на позиции защитника. Принимал участие в Олимпийских играх 1996 года в Атланте, где в составе сборной завоевал золото.

## Биография
Обиекву начал свою карьеру в «Удоджи Юнайтед», а затем перебрался в Нидерланды. Он играл четыре года в «Гоу Эхед Иглз». В первый год он сыграл четыре матча в Эредивизи и вылетел вместе с клубом из высшей лиги. В Первом дивизионе он провёл 59 матчей и забил семь голов. В 1998 году он уехал из Нидерландов и играл в ОАЭ за «Шабаб Аль-Ахли». Затем он вернулся в Нигерию и играл за «Энугу Рейнджерс». После «Энугу» он отправился в Египет, где играл за «Аль-Масри». Закончил свою карьеру, вернувшись в «Энугу».
На Олимпийских играх 1996 года в Атланте он входил в состав сборной Нигерии, но не сыграл ни одного матча. Затем выступал за основную сборную Нигерии с 1996 по 1999 год и провёл восемь матчей.
После окончания игровой карьеры он тренировал «Ингас» и «Краке».